# Ludvig Lindberg
Karl Ludvig Lindberg,  född 3 november 1860 i Sura socken, Västmanlands län, död 17 februari 1928 i Växjö, var en svensk biskop. 
Lindberg blev student vid Uppsala universitet 1882, teologie kandidat 1890, kyrkoherde i Karbennings församling 1891, i Sala församling 1893, i Stora Tuna församling och Amsberg 1904 och kontraktsprost 1906. År 1908 var han uppförd på andra förslagsrummet till biskop i Härnösands stift och var 1917–28 biskop i Växjö stift. Vid jubelfesten i Uppsala 1917 promoverades han till teologie doktor.
Lindberg gjorde sin största insats på det kyrkligt administrativa området. Han var ledamot av Allmänna svenska prästföreningens centralstyrelse från nämnda sammanslutnings bildande 1903 och dess ordförande från 1907. Han blev ledamot av Svenska kyrkans diakonistyrelse 1910, styrelseledamot i Skyddsvärnet och ordförande i styrelsen för Dalarnes folkhögskola 1908. Han var sakkunnig angående kyrkobokföringsförordningen 1910, preses vid prästmötet i Västerås 1912, prästlöneregleringssakkunnig 1913 och ledamot av konsistoriekommittén 1914. Han företog en studieresa till Tyskland 1903. 
Han blev ledamot av Nordstjärneorden 1909, kommendör av första klassen 6 juni 1918 och kommendör med stora korset av samma orden 6 juni 1927.
Lindberg gravsattes den 26 februari 1928 i prästraden på Stora Tuna kyrkogård.